# One Love (Blue-Album)
One Love ist das zweite Studioalbum der britischen Boygroup Blue aus dem Jahr 2002.

## Hintergrund
Die Aufnahme für das Album begann im Januar und endete im Juli 2002. Am 21. Oktober 2002 kam die gleichnamige Leadsingle One Love des Albums heraus. Im November 2002 erschien das Album. Am 9. Dezember 2002 folgte die zweite Singleauskopplung Sorry Seems to Be the Hardest Word; am 17. März 2003 mit U Make Me Wanna die dritte Single.

## Titelliste
| #  | Titel                                                 | Autor(en)                                                                                                 | Produzent(en)                           | Länge |
| -- | ----------------------------------------------------- | --- | --------------------------------------- | ----- |
| 1  | One Love                                              | Duncan James, Lee Ryan, Simon Webbe, Antony Costa, Mikkel S. Eriksen, Tor Erik Hermansen, Hallgeir Rustan | StarGate                                | 3:25  |
| 2  | Riders                                                | Duncan James, Lee Ryan, Simon Webbe, Antony Costa, Mikkel S. Eriksen, Tor Erik Hermansen, Hallgeir Rustan | StarGate                                | 3:45  |
| 3  | Flexin'                                               | David Dawood, Simon Webbe, Joe Belmaati, Mich Hansen                                                      | Cutfather & Joe                         | 4:02  |
| 4  | Sorry Seems to Be the Hardest Word (feat. Elton John) | Elton John, Bernie Taupin                                                                                 | StarGate                                | 3:41  |
| 5  | She Told Me                                           | Duncan James, Lee Ryan, Simon Webbe, Antony Costa, Mikkel S. Eriksen, Tor Erik Hermansen, Hallgeir Rustan | StarGate                                | 4:01  |
| 6  | Right Here Waiting                                    | Rob Davis, Martin Harrington, Ash Howes                                                                   | Rob Davis, Martin Harrington, Ash Howes | 3:33  |
| 7  | U Make Me Wanna                                       | John McLaughlin, Harry Wilkins, Steve Robson                                                              | StarGate                                | 3:47  |
| 8  | Ain't Got You                                         | Duncan James, Lee Ryan, Simon Webbe, Antony Costa, Mikkel S. Eriksen, Tor Erik Hermansen, Hallgeir Rustan | StarGate                                | 4:33  |
| 9  | Supersexual                                           | Duncan James, Lee Ryan, Simon Webbe, Antony Costa, Gary Barlow, Eliot Kennedy, Tim Woodcock               | True North                              | 3:40  |
| 10 | Don't Treat Me Like a Fool                            | Angie Stone, Terry Britten                                                                                | Cutfather & Joe                         | 3:53  |
| 11 | Get Down                                              | Rob Davis, Duncan James                                                                                   | Rob Davis                               | 4:10  |
| 12 | Privacy                                               | Rasmus Bille Bahncke, René Tromborg, Remee, Ali Tennant, Simon Webbe, Antony Costa                        | Supa'Flyas                              | 4:00  |
| 13 | Without You                                           | Lee Ryan, Mark Hall, Conner Reeves                                                                        | Mark Hall, Conner Reeves                | 3:27  |
| 14 | Invitation                                            | Multiman, Jens Lomholt, Philip Dencker, Simon Webbe, Ali Tennant                                          | Copenhaniacs                            | 3:33  |
| 15 | Like a Friend                                         | John Themis, Antony Costa, Ali Tennant                                                                    | John Themis                             | 4:15  |

## Rezeption

### Rezensionen
Michael Schuh, Musikkritiker von laut.de, konstatierte: „[…]Das neue Album serviert erneut perfekt produzierte, softe R'n'B-Pop-Kost, die das Publikum weder fordert, noch enttäuscht.“ und meinte zudem unter anderem: „Das Ohrwurmpotential quillt gekonnt aus allen Poren, wie es die erste Single "One Love" vormacht“.

### Charts und Chartplatzierungen
| ChartsChartplatzierungen     | Höchstplatzierung | Wochen |
| ---------------------------- | ----------------- | ------ |
| Deutschland (GfK)            | 15 (35 Wo.)       | 35     |
| Österreich (Ö3)              | 19 (32 Wo.)       | 32     |
| Schweiz (IFPI)               | 31 (33 Wo.)       | 33     |
| Vereinigtes Königreich (OCC) | 1 (30 Wo.)        | 30     |

| ChartsJahrescharts (2002)    | Platzierung |
| ---------------------------- | ----------- |
| Vereinigtes Königreich (OCC) | 5           |

| ChartsJahrescharts (2003)    | Platzierung |
| ---------------------------- | ----------- |
| Deutschland (GfK)            | 41          |
| Österreich (Ö3)              | 70          |
| Schweiz (IFPI)               | 73          |
| Vereinigtes Königreich (OCC) | 68          |